# Gustav von Rotteck
Gustav von Rotteck (* 16. Juni 1822 in Freiburg im Breisgau; † 8. August 1893 ebenda) war ein deutscher Verwaltungsbeamter, Richter und Parlamentarier.

## Leben
Gustav von Rotteck, Sohn des Hofrats und Professors Karl von Rotteck, besuchte von 1833 bis 1842 das Gymnasium in Freiburg. Anschließend studierte er bis 1845 Rechtswissenschaften an der Albert-Ludwigs-Universität Freiburg und der Ruprecht-Karls-Universität Heidelberg. 1842 wurde er Mitglied des Corps Rhenania Freiburg. 1846 wurde er in Freiburg zum Dr. jur. promoviert und begann beim Stadtamt Freiburg als Rechtspraktikant. In der Folge war er Rechtspraktikant und Aktuar beim Bezirksamt Bühl und Rechtspraktikant beim Landamt Freiburg und den Bezirksämter Radolfzell und Meßkirch. 1849 wurde er von der Revolutionsregierung als provisorischer Amtsvorstand des Bezirksamts Meßkirch eingesetzt. Nach der Niederschlagung der Badischen Revolution war er bis 1853 vom Dienst suspendiert. Anschließend wurde er als Rechtspraktikant beim Bezirksamt Schopfheim reaktiviert und wurde bis 1856 beim Hofgericht des Oberrheinkreises in Freiburg, bis 1857 beim Bezirksamt Wolfach und bis 1858 beim Amtsgericht Ettenheim. Von 1858 bis 1860 war er Sekretär und anschließend bis 1862 Assessor bei der Regierung des Oberrheinkreises. 1862 wurde er Amtsrichter beim Amtsgericht Müllheim, 1864 Kreisgerichtsrat am Kreisgericht Offenburg, 1868 Kreisgerichtsdirektor am Kreisgericht Baden-Baden und 1872 Kreisgerichtsdirektor und Vorsitzender Rat am Kreis- und Hofgericht Freiburg. 1879 kam er als Landgerichtsdirektor zum Landgericht Freiburg, dem er von 1882 bis zu seinem Tod 1893 als Präsident vorstand.
Gustav von Rotteck war von 1878 bis 1879 für den Wahlbezirk 18. II. (Wahlbezirk der Stadt Freiburg) Mitglied der Zweiten Kammer und von 1887 bis 1892 vom Großherzog ernanntes Mitglied der Ersten Kammer der Badischen Ständeversammlung.

## Auszeichnungen
- Ritterkreuz 1. Klasse des Ordens vom Zähringer Löwen, 1874
- Eichenlaub zum Ritterkreuz 1. Klasse des Ordens vom Zähringer Löwen, 1880
- Kommandeurkreuz 2. Klasse des Ordens vom Zähringer Löwen, 1884